# Eerste Kamerverkiezingen 1956 (oktober)
De Eerste Kamerverkiezingen van oktober 1956 waren Nederlandse verkiezingen voor de Eerste Kamer der Staten-Generaal. Zij vonden plaats op 11 oktober 1956.
De verkiezingen waren noodzakelijk geworden na ontbinding van de Eerste Kamer, nadat een voorstel tot Grondwetsherziening in tweede lezing door Tweede Kamer en Eerste Kamer aangenomen was. Een onderdeel van deze grondwetswijziging was de uitbreiding van het aantal leden van de Eerste Kamer van 50 naar 75.
Bij deze verkiezingen kozen de leden van de Provinciale Staten - die op 21 april 1954 bij de Statenverkiezingen gekozen waren - in vier kiesgroepen een geheel nieuwe Eerste Kamer.
De door de leden van Provinciale Staten uitgebrachte stemmen hadden niet alle dezelfde waarde; zij werden gewogen aan de hand van de bevolkingscijfers van de provincies. 
De uitslag van de verkiezingen was als volgt:
| Partij                                  | Zetels   | Zetels    | +/− | Zetelverdeling naar kiesgroep | Zetelverdeling naar kiesgroep | Zetelverdeling naar kiesgroep | Zetelverdeling naar kiesgroep |
| Partij                                  | 1956 (I) | 1956 (II) | +/− | I                             | II                            | III                           | IV                            |
| --------------------------------------- | -------- | --------- | --- | ----------------------------- | ----------------------------- | ----------------------------- | ----------------------------- |
| Katholieke Volkspartij                  | 17       | 25        | +8  | 14 (+5)                       | 4 (+1)                        | 3                             | 4 (+2)                        |
| Partij van de Arbeid                    | 15       | 22        | +7  | 4 (+2)                        | 6 (+2)                        | 6 (+2)                        | 6 (+1)                        |
| Anti-Revolutionaire Partij              | 7        | 8         | +1  | 1                             | 3 (+1)                        | 2                             | 2                             |
| Christelijk-Historische Unie            | 6        | 8         | +2  | 1                             | 3 (+1)                        | 2 (+1)                        | 2                             |
| Volkspartij voor Vrijheid en Democratie | 4        | 7         | +3  | 1 (+1)                        | 2                             | 2 (+1)                        | 2 (+1)                        |
| Communistische Partij van Nederland     | 1        | 4         | +3  | 0                             | 1 (+1)                        | 2 (+1)                        | 1 (+1)                        |
| Staatkundig Gereformeerde Partij        | 0        | 1         | +1  | 0                             | 0                             | 0                             | 1 (+1)                        |
| Totaal                                  | 50       | 75        | +25 | 21 (+8)                       | 19 (+6)                       | 17 (+5)                       | 18 (+6)                       |

## Gekozenen
Bij deze verkiezingen waren alle 50 leden aftredend, van wie 48 herkozen werden.
Onderstaand volgen enkele bijzonderheden:
- Jaap Brandenburg werd gekozen op de lijst van de CPN in de kiesgroepen II en III; hij gaf de voorkeur aan de benoeming in kiesgroep III. In kiesgroep II werd vervolgens Ben Polak benoemd verklaard;

- Jo Derksen, herkozen op de lijst van de KVP in kiesgroep III, overschreed de voorkeurdrempel met doorbreking van de lijstvolgorde;

- Jacobus Rustige, gekozen op de lijst van de CHU in kiesgroep III, nam zijn benoeming niet aan. In zijn plaats werd Jochum van Bruggen benoemd verklaard;

- Ivo Samkalden, gekozen op de lijst van de PvdA in kiesgroep III, nam zijn benoeming niet aan vanwege zijn toetreding op 13 oktober 1956 tot het kabinet-Drees III. In zijn plaats werd Tjalling Schorer benoemd verklaard.

*1850 · 1853 · 1856 · 1859 · 1862 · 1865 · 1868 · 1871 · 1874 · 1877 · 1880 · 1883 · *1884 · 1887 (I) · *1887 (II) · *1888 · 1890 · 1893 · 1896 · 1899 · 1902 · *1904 · 1907 · 1910 · 1913 · 1916 · *1917 · 1919 · *1922 · *1923 · 1926 · 1929 · 1932 · 1935 · *1937 · *1946 · *1948 · 1951 · *1952 · 1955 · *1956 (I) · *1956 (II) · 1960 · *1963 · 1966 · 1969 · *1971 · 1974 · 1977 · 1980 · *1981 · *1983 · *1986 · 1987 · 1991 · 1995 · 1999 · 2003 · 2007 · 2011 · 2015 · 2019 · 2023

* algemene verkiezingen in verband met vervroegde ontbinding van de Eerste Kamer

vanaf 1987 bedraagt de vaste zittingstermijn van de Eerste Kamer vier jaar